# Pikovaja dama
Pikovaja dama (russisk: Пиковая дама) er en sovjetisk spillefilm fra 1982 af Igor Maslennikov.

## Medvirkende
- Alla Demidova
- Viktor Proskurin som Herman
- Irina Dymtjenko som Lisa
- Jelena Gogoleva
- Vitalij Solomin som Tomskij